# ذكاء فائق
الذكاء الفائق هو وكيل ذكي افتراضي يمتلك ذكاءً يفوق ذكاء العقول البشرية الأكثر ذكاءً وموهبة بكثير. الذكاء الفائق قد يشير أيضًا إلى خاصية أنظمة حل المشكلات (على سبيل المثال، مترجمو اللغات فائقو الذكاء أو المساعدون الهندسيون) سواء كانت هذه الكفاءات الفكرية عالية المستوى متجسدة في وكلاء يتصرفون في العالم أم لا. الذكاء الفائق قد ينشأ أو لا ينشأ عن طريق انفجار ذكائي ويرتبط بالتفرد التقني.